# Ovodynerus capicola
Ovodynerus capicola är en stekelart som först beskrevs av Meade-waldo 1915.  Ovodynerus capicola ingår i släktet Ovodynerus och familjen Eumenidae. Inga underarter finns listade i Catalogue of Life.